# Limbo (romanzo)
Limbo è un romanzo della scrittrice Melania Mazzucco, pubblicato nel 2012.
Dal romanzo, nel 2015, è stato tratto l'omonimo film diretto da Lucio Pellegrini.

## Storia editoriale
La narrazione si snoda nel racconto delle vicende in terza persona e nelle pagine di un diario, scritto in prima persona dalla protagonista nel tentativo di esorcizzare il trauma vissuto durante un attentato subito in Afghanistan.
L'opera ha vinto il Premio Elsa Morante, il Premio Bottari Lattes Grinzane e il Premio Giacomo Matteotti.

## Trama
(Melania Mazzucco, Limbo)
La ventisettenne Manuela Paris è un maresciallo degli alpini ferita in un attentato durante una missione in Afghanistan nella quale hanno perso la vita alcuni militari italiani e dei civili. Ritornata a Ladispoli nella casa materna per la convalescenza, affetta da disturbo da stress post-traumatico, non riesce a superare la perdita dei suoi amici e commilitoni, due dei quali suoi sottoposti, sentendosi responsabile per la loro morte. Manuela, durante l'adolescenza, era ribelle: aveva forti contrasti con la madre, Cinzia, e aveva in odio il padre Tiberio, malato di tumore. Quest'ultimo aveva abbandonato la famiglia per risposarsi con Teodora Gogean dalla quale aveva avuto un figlio, Traian. Gli unici due con i quali la giovane Manuela aveva un buon rapporto erano l'introverso nonno, reduce della seconda guerra mondiale, che affascinava la sua fantasia di bambina con truculenti racconti di guerra, e la sorella Vanessa. Tiberio era morto alcuni anni dopo che Manuela si era arruolata e solo durante la pericolosa missione in Afghanistan la donna si era riconciliata con il ricordo del genitore defunto, riallacciando anche i contatti con la seconda moglie del padre e con il fratellastro. Nel diario Manuela racconta il suo passato di ragazza difficile, la ferrea volontà di entrare nelle Forze Armate, una delle prime donne ammesse nell'Esercito Italiano, il primo anno di ferma, il tentativo non riuscito di diventare ufficiale e finalmente la vincita del concorso per maresciallo, nonché la difficoltà nel riuscire a partecipare a una missione all'estero.
Manuela, afflitta al pensiero di non poter ritornare alla vita militare a causa delle ferite subite, su ordine dello psichiatra militare tiene un diario. In esso Manuela si racconta, ripercorrendo le sue vicende in Afghanistan, assegnata per sei mesi alla 9ª compagnia del 10º reggimento alpini, di stanza a Bala Bayak. Appena giunta alla base operativa avanzata Sollum a Bala Bayak, nella provincia di Farah, una delle poche donne soldato del contingente italiano, viene messa al comando della squadra "Lamda" del plotone "Pegaso". Qui deve fare i conti con lo scetticismo dei soldati, dubbiosi sulle capacità militari e di comando di una donna. Manuela si conquista presto la fiducia dei suoi uomini, partecipando a numerose azioni di guerra, dimostrando coraggio, acume e mettendo in mostra doti umane che la legano profondamente al gruppo, specialmente a due soldati, Diego Jodice e Lorenzo Zandonà. Durante i sei mesi di permanenza vive il disagio del posto con fermezza, profondamente legata al dovere e con senso di responsabilità, venendo a contatto con la cultura locale attraverso uno degli interpreti del contingente, l'anziano ex archeologo afghano Ghaznavi.
A pochi giorni dal termine della missione una bomba, fatta esplodere da un giovanissimo kamikaze durante l'inaugurazione di una scuola femminile ricostruita dagli italiani a Qual'a-i-Shackhrak la ferisce gravemente. Uscita dal coma apprende che tra i morti vi sono Diego Jodice, Lorenzo Zandonà e Ghaznavi. I sensi di colpa per non aver potuto evitare la morte dei suoi compagni si sommano al trauma dell'attentato e alla paura di non essere più idonea al servizio militare, suo scopo di vita e massima ambizione, gettandola nello sconforto. Viene rimpatriata per la convalescenza e si trasferisce a casa della madre. In attesa di superare la visita che attesti l'idoneità al servizio militare o decreti il suo congedo, Manuela conosce Mattia, un uomo solitario che risiede nell'hotel Bellavista, di fronte alla sua abitazione. Mattia è restio a raccontarsi e alcuni comportamenti misteriosi accendono in Manuela la curiosità e i sospetti. I due iniziano una relazione e quando Manuela si scopre innamorata di Maattia, l'uomo scompare. Inutili sono le ricerche di Manuela che, nel frattempo, è stata dichiarata inidonea al servizio ma a cui è stato offerto un impiego nei servizi segreti che la donna è restia ad accettare. Il cameriere dell'hotel, con il quale Mattia aveva confidenza, consegna a Manuela alcune lettere dell'amante. In esse Manuela apprende che Mattia Rubino è un nome finto e che lui, tre anni prima, era stato testimone di un omicidio di mafia; sottoposto al programma protezione testimoni era stato abbandonato dalla moglie e dal figlio e si era rifugiato temporaneamente a Ladispoli, in attesa di una nuova identità. Non volendo arrecare ulteriori danni a Manuela, già così provata, ha deciso di scomparire. Manuela non si arrenderà e tenterà di tutto per ritrovarlo; nella scena finale la ragazza sembra riconoscere dietro la finestra dell'hotel Bellavista la figura di Mattia che è ritornato da lei.

## Personaggi
Manuela ParisDetta "Mulan" dai commilitoni per il taglio dei capelli. Maresciallo degli alpini ventisettenne, ferita in un attentato durante una missione in Afghanistan nella provincia di Farah. Affetta da PTSD ritorna nella famiglia di origine a Ladispoli per la lunga convalescenza.
Mattia RubinoUomo misterioso, che risiede nell'hotel Bellavista di Ladispoli, di fronte all'abitazione di Manuela. I due iniziano a frequentarsi e avviano una relazione. Tre anni prima l'uomo era stato il testimone di un omicidio di mafia; sottoposto al programma protezione testimoni è stato abbandonato dalla moglie e dal figlio e si è rifugiato temporaneamente a Ladispoli, in attesa di una nuova identità.
Vanessa ParisLa sorella più grande di Manuela, ragazza madre e dalla vita sentimentale "movimentata".
Cinzia ColellaLa madre di Manuela e di Vanessa.
Alessia ParisLa giovanissima figlia di Vanessa.
Diego JodiceDetto "Ispanico". Caporal maggiore scelto, di origini campane, cresciuto in strada, veterano alla sua quinta missione. È il maschio alfa del plotone e inizialmente diffidente nei confronti di Manuela, il nuovo comandante della compagine, finirà per stimarla incondizionatamente come soldato diventando suo grande amico. Sua moglie, Imma, aspetta un bambino. L'uomo morirà nell'attentato nel quale rimarrà ferita Manuela.
Lorenzo ZandonàDetto "Chiodo", è caporale nel plotone Pegaso. Ex musicista, diventato militare suo malgrado su pressioni della famiglia, diventa grande amico di Manuela, rimanendo ucciso nell'attentato.
Traian ParisIl fratellastro dodicenne di Manuela che ha conosciuto solo il giorno del funerale del padre. È affascinato dalla figura della sorella e dalle sue avventure.
Teodora GogeanInfermiera all'ospedale di Passo Oscuro nel quale aveva conosciuto il padre di Manuela, Tiberio, ammalato di tumore e poi sposato. Attaccatissima alla memoria del marito morto. Manuela si è di recente riconciliata con la donna per la quale il padre aveva lasciato la famiglia.
Vittorio ParisIl nonno di Manuela, introverso e affetto dalla malattia di Parkinson, deceduto anni prima. Reduce della seconda guerra mondiale, i suoi racconti bellici avevano affascinato Manuela, quando era una bambina, indirizzandola verso la vita militare.
Giovanni BoccaL'ex fidanzato di Manuela, lasciato dalla ragazza anni prima, in procinto del matrimonio.
Karim GhaznaviDetto "Professore", è uno dei tre traduttori delle compagine italiana. Originario di Herat, il suo nome probabilmente è falso, usato per proteggere la famiglia da possibili vendette dei talebani. Ex archeologo, affascina Manuela con la cultura locale e con i versi di antiche poesie sufi. Sospettato ingiustamente di essere una spia talebana e trafficante di oppio, morirà nell'attentato nel quale rimarrà gravemente ferita Manuela.
Nicola RussoIl tenente al comando della 9ª compagnia del 10º reggimento alpini di cui fa parte il plotone Manuela Paris. Rimarrà ucciso nell'attentato.
Daria CormonGiornalista trentanovenne free lance in visita alla base operativa avanzata Sollum.
Carlo PaggiarinIl capitano a capo della base Sollum. Trentottenne, di Feltre, è soprannominato "Buddha secco" per la sua imperturbabilità e per il suo fisico asciutto.
Angelica SciannaUna ragazza siciliana conosciuta da Manuela quando entrambe erano diciottenni. Volontarie di truppa, tentavano di essere ammesse all'Accademia militare di Modena per diventare ufficiali dell'Esercito Italiano. Angelica vincerà il concorso e diventerà pilota militare di elicotteri mentre Manuela sarà scartata all'ultima prova. Le due rimarranno amiche.

## Edizioni
- Melania Mazzucco, Limbo, Einaudi, 2012,  p. 476, ISBN 978-88-06-20938-4.
- (EN) Melania G. Mazzucco, Limbo, traduzione di Virginia Jewiss, New York, Farrar, Straus & Giroux, 2014,  p. 384, ISBN 978-0-374-70990-7.
- (ES) Melania Mazzucco, Limbo, Panorama de narrativas, n. 860, Barcellona, Anagrama, 2014,  p. 496, ISBN 978-84-339-7890-5.